# Michael Manley
Pour les articles homonymes, voir Manley.
Ne doit pas être confondu avec Michael Manley (1964).
Michael Norman Manley, né le 10 décembre 1924 à Kingston et mort le 6 mars 1997 dans la même ville, est un homme politique jamaïcain qui fut Premier ministre (PNP) de 1972 à 1980 puis de 1989 à 1992.

## Biographie
Michael Norman Manley né 10 décembre 1924 dans la Paroisse de Saint Andrew est le second fils de Norman Manley. Il fait ses études secondaires à la Jamaïque avant d'aller étudier à l'Université McGill en septembre 1943, mais deux semaines après son inscription, il s'enrôle dans l'Aviation royale canadienne. Après guerre, il revient brièvement en Jamaïque avant de partir à Londres pour étudier à la London School of Economics. Pendant son séjour au Royaume-Uni, il travaille aussi comme journaliste à la BBC et fonde avec d'autres étudiants la West Indies Students' Union.
En décembre 1951, il retourne en Jamaïque et commence à travailler pour le journal Public Opinion tout en devenant un des membres de la direction du Parti national du peuple au côté de son père.
En 1953, Manley quitte le journalisme pour travailler à plein temps au National Worker's Union (NWU) que les militants du PNP avaient créé un an plus tôt. On attribue à Manley l'expansion rapide du syndicat, non seulement parmi les travailleurs du secteur du sucre, fief traditionnel du syndicat rival Bustamante Industrial Trade Union, mais aussi parmi les ouvriers de la bauxite et des mines, ainsi que les travailleurs des industries urbaines. En 1955, il est élu premier vice-président du NWU. En 1962, année de sa nomination au poste de sénateur, il est élu président du Caribbean Bauxite and Mineworkers Union (Syndicat de la bauxite et des mineurs des Caraïbes). Parmi les évènements les plus marquants de sa carrière de syndicaliste, il mène une grève de quatre-vingt-dix-sept jours à la Jamaica Broadcasting Corporation en 1964. C'est durant cette grève que les travailleurs le surnomment « Joshua », un surnom qui l'a suivi durant toute sa carrière. Aux élections générales de 1967, Manley remporte est élu à la Chambre des représentants pour la circonscription de Central Kingston.
En 1970, il est élu à la tête du PNP après la démission de son père Norman l'année précédente, il devient alors le Leader de l'Opposition à la Chambre face au gouvernement d'Hugh Shearer. Des artistes jamaïcains organisent une tournée de soutien en 1971 appelée Band Wagon, dont Bob Marley & The Wailers font un temps partie. En 1972, il fait campagne avec son légendaire Rod of Correction et sous le slogan Better Must Come (Le meilleur doit arriver). Plusieurs chansons ont immortalisé son surnom, notamment Yes Joshua de Prince Far I, Joshua's Word de Johnny Clarke et No Joshua No de Max Romeo...
Michael Manley est élu, cette élection suscitant un immense espoir parmi les couches défavorisées de la Jamaïque. Il se rapproche du Cuba de Fidel Castro. Sa réélection (deuxième mandat) marque le début d'une flambée de violence politique. Dans le but de mettre en œuvre son concept de « socialisme démocratique », Michael Manley cherche à restructurer radicalement la politique et l'économie de la Jamaïque. Du côté positif, plus de 40 000 nouveaux logements sont construits, l'éducation devient totalement gratuite, de nouveaux hôpitaux sont créés et le taux de mortalité infantile est réduit de moitié. Cependant, l'économie jamaïcaine pique du nez en raison de plusieurs facteurs : le prix du pétrole est presque multiplié par dix pendant le mandat de Manley ; l'achat par le gouvernement de la plupart des domaines sucriers a pour conséquence qu'ils deviennent des éléphants blancs improductifs et beaucoup de capitaliste et de techniciens, effrayés par la rhétorique de gauche de Manley, quittent le pays. En conséquence, le chômage grimpe à trente pour cent en 1980. L'expérience socialiste prend fin en 1980 avec la victoire du Parti travailliste de Jamaïque dirigé par Edward Seaga.
Juste après sa défaite, Manley n'exprime aucun regret sur sa politique et déclare: « Nous avons perdu parce que nous avons défié le pouvoir de l'ordre économique occidental. Et de cela, je ne me repens pas ». Il indique également son désir de retourner à la vie privée, mais ce dernier est de courte durée et un nouveau Manley - plus modéré qu'il ne l'était auparavant - devient le Leader de l'Opposition. Sa décision de ne pas participer aux élections de décembre 1983 lui coûte son siège au Parlement, mais il demeure hautement considéré par le peuple jamaïcain. Edward Seaga - jamais particulièrement populaire - devient encore plus impopulaire avec son programme d'austérité.
En février 1989, Manley et le Parti national du peuple remportent 45 sièges sur 60 au Parlement, et Manley redevient Premier ministre. Il adopte une attitude plus modérée tout en se prétendant encore socialiste. Il permet ainsi la privatisation d'entreprises publiques. Mais il est contraint de démissionner en 1992 en raison de sa mauvaise santé. Il meurt d'un cancer le 7 mars 1997.